# Lhotecký potok (přítok Loděnice)
Lhotecký potok je vodní tok v Křivoklátské vrchovině, pravostranný přítok Loděnice v okrese Kladno ve Středočeském kraji. Tok o délce 4 km má plochu povodí 8,94 km².

## Průběh toku
Potok pramení západně od Lhoty pod Žilinským vrchem (469 m) v nadmořské výšce 439 metrů. Potok zprvu teče jižním, po celý tok pak východním směrem. Potok zprava přijímá bezejmenný potok, který přitéká od Sarváše, osady náležející k Bělči. U Lhoty potok přijímá zleva bezejmenný tok. Jihozápadně od Dolního Bezděkova, části Bratronic, se Lhotecký potok zprava vlévá do Loděnice v nadmořské výšce 347 metrů.